# Pelophylax shqipericus
Pelophylax shqipericus – gatunek płaza bezogonowego z rodziny żabowatych występujący w Albanii i Czarnogórze, gdzie zasiedla różne obszary wodne. Dorasta do 8 cm długości. Okres godowy trwa od marca do sierpnia. Gatunek narażony (VU) w związku z m.in. stosunkowo niewielkim zasięgiem występowania oraz fragmentacją siedlisk.

## Wygląd
Dorasta do 5–8 cm długości. Skóra gładka i lśniąca. Występują wyraźnie zaznaczone fałdy grzbietowo-boczne. Grzbiet ma barwę od jasnozielonej do ciemnozielonej lub brązową. Podczas okresu godowego u samców grzbiet i głowa przybierają żółtą barwę. Rezonatory u samców mają kolor od szarego do oliwkozielonego. Młode osobniki lub samice są czasami prawie całkowicie brązowe. Na grzbiecie, nogach oraz bokach ciała występują zazwyczaj czarne kropki. Uda są często żółte. Brzuch szarawy.

## Zasięg występowania i siedlisko
Gatunek ten występuje w zachodniej części Albanii oraz w południowej Czarnogórze wzdłuż linii brzegowej Morza Adriatyckiego na wysokościach poniżej 500 m n.p.m. Populacja została introdukowana również we włoskim regionie administracyjnym Umbria oraz być może w Chorwacji. Zasięg występowania wynosi 10 387 km².
Gatunek ten zasiedla obszary wodne cechujące się bujną roślinnością, takie jak rowy, bagna, brzegi rzek oraz linia brzegowa Jeziora Szkoderskiego.

## Rozmnażanie
Okres godowy trwa od marca do sierpnia. Do rozrodu oraz rozwoju kijanek dochodzi na obszarach wodnych. Płaz ten krzyżuje się z żabą jeziorkową (Pelophylax lessonae) (P. shqipericus uważany był kiedyś za populację żaby jeziorkowej. Mieszańce mają zapewne cechy pośrednie pomiędzy oboma gatunkami, ale nie zostały dotychczas prawidłowo opisane) oraz z żabą bałkańską (Pelophylax kurtmuelleri).

## Status i ochrona
IUCN klasyfikuje Pelophylax shqipericus jako gatunek narażony na wyginięcie (VU) w związku ze stosunkowo niewielkim zasięgiem występowania, fragmentacją jego siedlisk oraz spadkiem jakości jego środowiska naturalnego. Gatunkowi temu zagraża osuszanie oraz zanieczyszczanie środowisk wodnych spowodowanych rolnictwem oraz działalnością przemysłową. Na północnym obszarze występowania płaz ten odławiany jest często w celach konsumpcyjnych. Zagrażają mu ponadto gatunki obce (takie jak żaba rycząca, Lithobates catesbeianus) oraz patogeniczny grzyb Batrachochytrium dendrobatidis wykryty w Jeziorze Szkoderskim. Uważany za jednego z najbardziej zagrożonych przedstawicieli rodzaju Pelophylax w Europie.
Gatunek ten występuje w Parku Narodowym Jezioro Szkoderskie. Wymieniony jest również w załączniku III konwencji berneńskiej. Trwają również starania o umieszczenie go w konwencji o międzynarodowym handlu dzikimi zwierzętami i roślinami gatunków zagrożonych wyginięciem (CITES). W ochronie gatunku pomóc może edukacja miejscowej ludności, która zmniejszy zanieczyszczenia środowiska, oraz lepsze zarządzanie obszarami chronionymi.